# 1133
Високе Середньовіччя •  Золота доба ісламу •  Реконкіста •  Хрестові походи •  Київська Русь

## Геополітична ситуація
Візантію очолює Іоанн II Комнін (до 1143). Лотар II став імператором Священної Римської імперії (до 1137), Людовик VI Товстий є королем Франції (до 1137).
Апеннінський півострів розділений: північ належить Священній Римській імперії, середню частину займає Папська область, більша частина півдня належить Сицилійському королівству. Деякі міста півночі: Венеція, Піза, Генуя, мають статус міст-республік.
Південь Піренейського півострова захопили Альморавіди. Північну частину півострова займають християнські Кастилія, Леон (Астурія, Галісія), Наварра та Арагон, Барселона. Королем Англії є Генріх I Боклерк (до 1135), королем Данії Нільс I (до 1134).
У Київській Русі княжить Ярополк Володимирович (до 1139). У Польщі править Болеслав III Кривоустий (до 1138). На чолі королівства Угорщина стоїть Бела II (до 1141).
На Близькому сході існують держави хрестоносців: Єрусалимське королівство, Антіохійське князівство, Едеське графство, графство Триполі. Сельджуки окупували Персію та Малу Азію, в Єгипті владу утримують Фатіміди, у Магрибі Альмохади потіснили Альморавідів, у Середній Азії правлять Караханіди, Газневіди втримують частину Індії. У Китаї співіснують держава ханців, де править династія Сун, держава чжурчженів, де править династія Цзінь, та держава тангутів Західна Ся. На півдні Індії домінує Чола. В Японії триває період Хей'ан.

## Події
- Папа римський Іннокентій II коронував Лотара Супплінбурзького імператором Священної Римської імперії.
- Папа римський під тиском імператора видав буллу, що скасовувала незалежність Гнєзненського архієпископства в Польщі.
- Піза отримала від папи римського Сардинію та частину Корсики.
- Завдяки допомозі норманських хрестоносців король Арагону  Альфонсо I Войовник завдав поразки Альморавідам під Фрагою.
- Граф Барселони  Рамон Баранге IV здійснив похід проти Альморавідів аж до Кадіса.
- Багдадський халіф аль-Мустаршид взяв в облогу Мосул, де засів Імад ад-Дін Зангі, але через три місяці йому довелося відступити.

## Народились
- 5 березня — Генріх II, король Англії з 1154, перший з династії Плантагенетів.